# Canon PowerShot G7 X Mark II
G7 X G7 X Mark III
Le Canon PowerShot G7 X Mark II est un appareil photographique numérique compact annoncé par Canon en mai 2016. Il remplace le PowerShot G7 X et est destiné à concurrencer le Sony RX100 III.
Il est équipé du nouveau processeur DIGIC 7.